# مقبرة ميريت آمون
مقبرة رقم 68 هي مقبرة ميريت آمون في وادي الملكات بمصر. و ذكرها شامبليون وليبسيوس، ثم قام بالتنقيب عنها إرنستو شياباريلي (مدير المتحف المصري بتورينو).

## المقبرة
مقبرة رقم 68 تُنسب إلى ميريت آمون ابنة رمسيس الثاني ونفرتاري. وهي الابنة الرابعة في ترتيب البنات في أبو سمبل وأصبحت الزوجة الملكية العظيمة بعد وفاة والدتها، وقد عثر على تمثال ضخم لها في أخميم عام 1983، مما يدل على أنها وصلت إلى مكانة رفيعة في الديوان الملكي بعد وفاة والدتها.
إن سوء حفظ اللوحات الجدارية وطبيعتها يجعل من الصعب فهم البرنامج الزخرفي للمقبرة. تُظهر المشاهد الموجودة الملكة وهي تقدم الخدمات للآلهة وتتلقى منها مع تعليقات نصية قصيرة.
تم الوصول إلى مقبرة رقم 68 منذ زمن روبرت هيوف لينبلوم (1827). يصف كارل ر. ليبسيوس (1844) القبر بأنه مدمر كثيرًا وأشار إلى وجود قطعة من التابوت الجرانيتي في حجرة الدفن (G). لقد فُقد هذا التابوت لسنوات عديدة وأعيد اكتشافه على يد لبيب في متحف برلين عام 1974 (متحف برلين 15274).تعرفها النقوش على أنها [ابنة الملك]، الزوجة الملكية العظيمة، سيدة كلتا الأرضين، ميريت امون، مبررة، وبصفتها أوزوريس، ابنة الملك المحبوبة له، الزوجة الملكية العظيمة، سيدة كلا الأرضين، ميريت آمون، مبررة 
قامت إليزابيث توماس بزيارة المقبرة في الخمسينيات من القرن الماضي ولاحظت أن الغرفة (B) والغرف الجانبية (Ba، Bb) كانت خالية من الحطام. وأشارت إلى أن إخلاء الغرفة (ج) من المحتمل أن يكشف عن منافذ الطوب السحرية الأربعة وبقايا التابوت. يسجل توماس أيضًا غرفة صغير الميلاد) في الحجرة (B). وقد تم مؤخرا تطهير المقبرة من قبل البعثة الفرنسية المصرية في عامي 1971-1972. 
حاليا القبر غير مفتوح للزيارة.

## الوصف
تقع على الجانب الشمالي من الوادي الرئيسي، بين مقبرة رقم 66 ومقبرة 71 هي مقبرة متعددة الغرف ذات تصميم معماري مماثل للمقبرة 66. وتتميز المقبرة بمنحدر شديد الانحدار (A) تؤدي إلى غرفة واسعة ذات أعمدة (B) من خلال نتوء قصير عند المدخل، وهناك غرفتان جانبيتان (Ba و Bb) تحيطان بالغرفة B في الشرق والغرب، على التوالي، بينما تقع غرفة أصغر (Bc) في الجنوب ويمكن الوصول إليها من الجانب الغربي للمدخل في مستوى أدنى. ويعتقد أن هذه الغرفة الجانبية قد أضيفت في وقت لاحق. في الأصل، كانت الغرفة B تحتوي على عمود أعيد بناؤه، ولكن لم يبق منها الآن سوى قاعدتها. يتيح الوصول إلى غرفة الدفن (C)، التي تتعامد مع محور المقبرة. تتميز غرفة الدفن (C) بحفرة غارقة في المركز كانت تضم التابوت في السابق. بالإضافة إلى ذلك، هناك حفرة أصغر في الغرب. توجد كوات سحرية صغيرة على الجدران الشمالية والغربية والشرقية لغرفة الدفن (G).